# Oljefilter

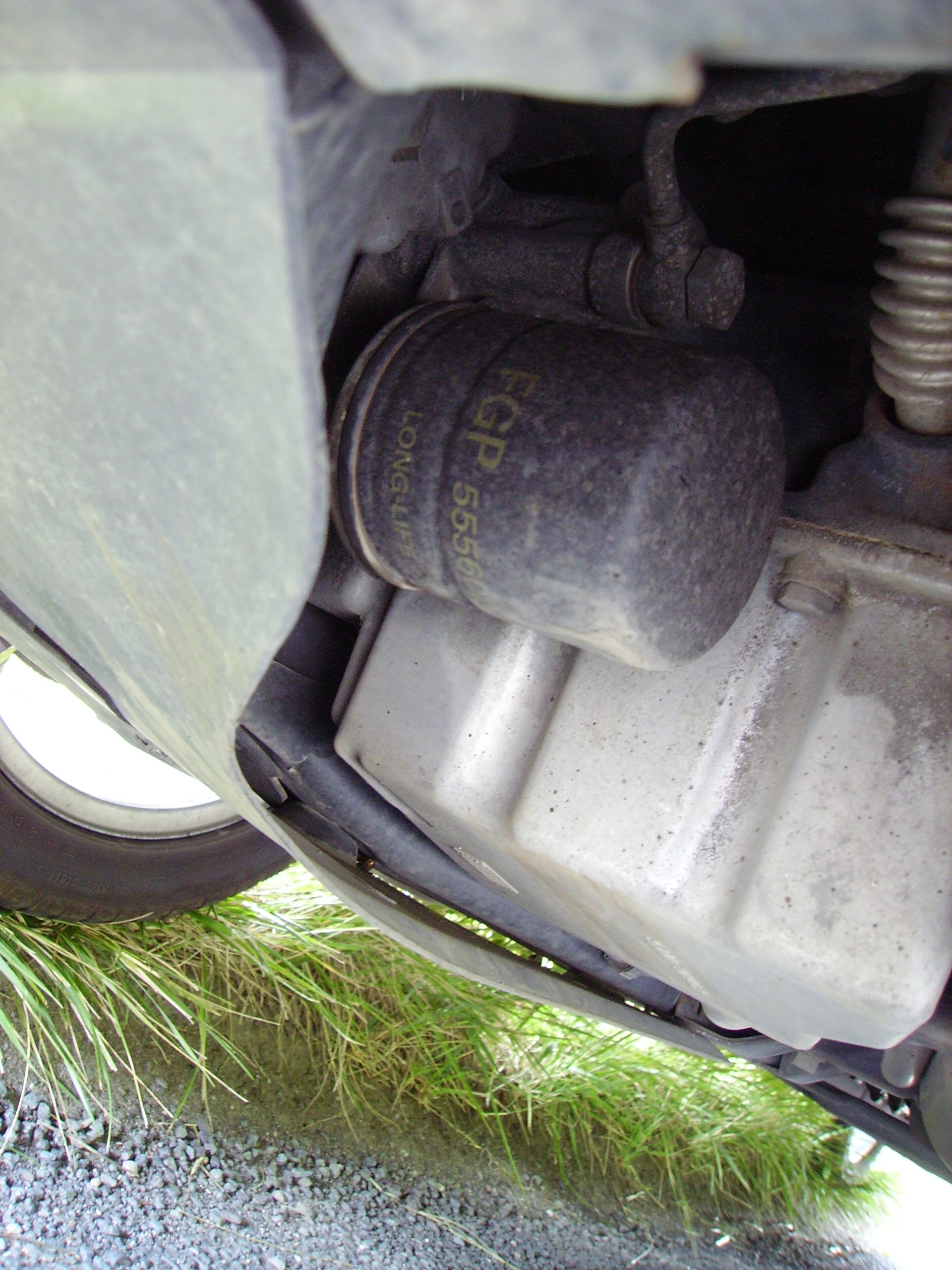
Oljefilter

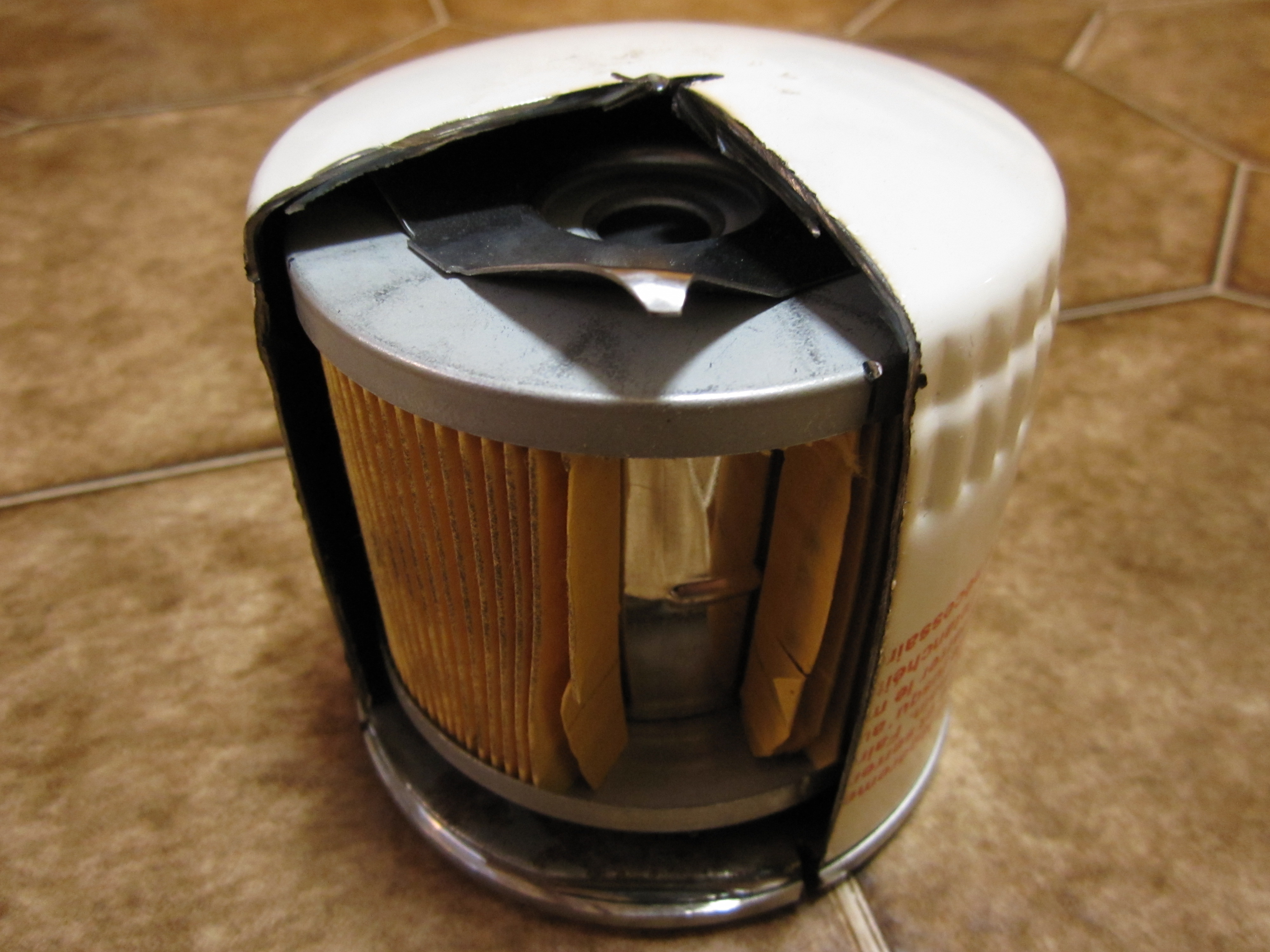
Uppskuren vy av ett oljefilter.

Oljefilter är en anordning för att avlägsna oönskade partiklar ur till exempel motoroljan i en förbränningsmotor. Filterelementet kan bland annat bestå av papper. Under drift samlas med tiden partiklar i filtret och filtret sätts igen. Därför ska filtret bytas med jämna mellanrum, i regel samma bytesintervall som för motoroljan. I stora motorer används även centrifugalfilter för att rena oljan.
Använda oljefilter utgör miljöfarligt avfall enligt Miljöbalken och ska därför lämnas in till en miljöstation som hanterar farligt avfall.